# Dabakala
Dabakala  è una città, sottoprefettura e comune della Costa d'Avorio, situata nella regione di Hambol. È capoluogo dell'omonimo dipartimento e conta una popolazione di 55 769 abitanti (censimento 2014).